# William Wahl
William Wahl (* 12. Oktober 1973 in Bochum) ist ein deutscher Liedermacher, Sänger, Kabarettist und Autor aus Köln.

## Leben und Werk
William Wahl studierte in Köln und Berlin Musik. Während seines Studiums arbeitete er als musikalischer Leiter verschiedener Theater- und Musicalproduktionen und gründete die a-cappella-Gruppe basta, deren kreativer Kopf und Sänger er seitdem ist.
2012 veröffentlichte er sein erstes Solo-Album Wie schön wir waren, dessen Musikrichtung er selbst als „Kammerpop“ bezeichnet. 2013 schrieb er einen komödiantischen Namensratgeber, der unter dem Titel Ernst beiseite – 500 Namen, die Sie Ihrem Kind besser nicht geben sollten als Taschenbuch erschien.
Von 2014 bis 2018 bildete er zusammen mit dem Klavier-Comedian Jens Heinrich Claassen das Duo „Männer am Klavier“.
2019 schrieb Wahl Lieder für die von Elmar Fischer inszenierte Romanverfilmung der gleichnamigen Buchvorlage Unsere wunderbaren Jahre, mit denen er in der Serie als Interpret selber auftrat.
2020 komponierte er für das Theater Bonn die Musik zu Simon Solbergs Inszenierung von Alice im Wunderland.
Seit 2018 spielt William Wahl sein Klavierkabarett-Programm Wahlgesänge, 2021 folgte sein zweites Solo namens Nachts sind alle Tasten grau. In diesem verwendete er unter anderem Wortspiele mit Namen unter Gebrauch von Homophonen (wie zum Beispiel Amelie und Amme lieh) oder von Homöophonen (Lea und leer).
2022 erschienen seine Kinderbücher Ella & Ben und die Beatles sowie Ella & Ben und ABBA, die ersten beiden einer auf mehrere Bände ausgelegten musikbiografischen Reihe für Kinder. 2023 folgte Band 3, Ella & Ben und Queen und 2024 vierter und fünfter Band zu Kraftwerk und den Rolling Stones. 2025 erschien Band 6, Ella & Ben und AC/DC.

## Auszeichnungen
- 2018: sPEZIALIiST (Hannover), Publikumspreis
- 2019: Tegtmeiers Erben, Publikumspreis
- 2020: Stuttgarter Besen in Holz
- 2023: Freiburger Leiter, Preis der Internationalen Kulturbörse Freiburg
- 2025: Memminger Maul

## Diskographie
mit Basta
- 2002: basta
- 2004: b
- 2006: Wir kommen in Frieden
- 2007: Wir sind wie wir sind
- 2010: Fünf
- 2011: basta macht blau
- 2014: Domino
- 2016: Freizeichen
- 2018: In Farbe
- 2020: Eure liebsten Lieder

Solo
- 2012: Wie schön wir waren
- 2018: Wahlgesänge
- 2021: Nachts sind alle Tasten grau

## Veröffentlichungen
- 2013: Ernst beiseite – 500 Namen, die Sie Ihrem Kind besser nicht geben sollten (Rowohlt), ISBN 978-3-499-63040-8.
- 2019: Wahlgesänge – Songbuch (GMO). ISBN 978-3981724417.
- 2022: Ella & Ben und die Beatles (dtv), ISBN  978-3423763820
- 2022: Ella & Ben und ABBA (dtv), ISBN  978-3423763851